# فرودگاه چووچیلا
فرودگاه چووچیلا (به انگلیسی: Chowchilla Airport) یک فرودگاه است که یک باند فرود آسفالت دارد و طول باند آن ۹۹۱ متر است. این فرودگاه در کشور ایالات متحده آمریکا قرار دارد .